# David García Ilundain
David García Ilundáin (2 de abril de 1971, El Prat de Llobregat, Barcelona - 18 de junio de 2002) fue un Gran Maestro Internacional de ajedrez español, fallecido prematuramente víctima del cáncer.

## Personalidad
David era amigo de los aficionados, no declinaba un post mortem con un jugador aunque fuera de inferior nivel, siempre daba buenos consejos y comentarios de partidas de amigos que le solicitaban su ayuda. No fue partidario de los ordenadores en ajedrez apreciando más el ajedrez sobre el mismo tablero. Se han celebrado varias ediciones del torneo de ajedrez Memorial David García Ilundáin.

## Resultados destacados en competición
En 1989 fue Campeón de Cataluña juvenil y subcampeón de Cataluña absoluto. Posteriormente, en 1991 fue Campeón de España juvenil.
En 1996 representó a España en la Olimpiada de ajedrez de Ereván, terminando 6.º por equipos, haciendo 4.5/9 (+1 =7 -1). En 1997 fue el segundo tablero en el Campeonato de Europa por equipos de ajedrez en Pula, terminando 20.º por equipos, haciendo 3/7 (+1 =4 -2).
En su palmarés cuenta con numerosos grandes resultados en torneos internacionales, siendo campeón en dos ocasiones (1997 y 2001) del Open Internacional Activo de Vallfogona de Balaguer. 
David García Ilundáin era un jugador excéntrico con un estilo propio muy sólido con una fuerte comprensión posicional. Como comentó, durante años aprendió de memoria miles de partidas, pero se dio cuenta de que no servía de nada y empezó a estudiar el ajedrez en sentido abstracto. Sus aperturas preferidas eran el Gambito de dama, la Defensa siciliana y la Defensa escandinava.

## Partidas notables
|       |       |       |       |       |       |    |       |    |  |
|       | a8    | b8    | c8    | d8    | e8    | f8 | g8    | h8 |  |
| a7 kd | b7 pd | c7    | d7    | e7 ql | f7    | g7 | h7 rl |    |  |
| a6 pd | b6 qd | c6    | d6 pd | e6    | f6    | g6 | h6    |    |  |
| a5    | b5    | c5    | d5    | e5    | f5    | g5 | h5    |    |  |
| a4    | b4    | c4    | d4 rd | e4    | f4 bd | g4 | h4    |    |  |
| a3 pl | b3    | c3 nl | d3    | e3    | f3    | g3 | h3    |    |  |
| a2    | b2 pl | c2 pl | d2    | e2    | f2    | g2 | h2    |    |  |
| a1    | b1 kl | c1    | d1    | e1    | f1    | g1 | h1    |    |  |
|       |       |       |       |       |       |    |       |    |  |

Michael Adams - David García Ilundáin, Cto. de España por equipos, 17 de octubre de 2001, Defensa siciliana (B63) 
Desarrollo del encuentro:
1.e4 c5 2.Cf3 d6 3.d4 cxd4 4.Cxd4 Cf6 5.Cc3 Cc6 6.Ag5 e6 7.Dd2 h6 8.Axf6 gxf6 9.0–0–0 a6 10.f4 Ad7 11.Rb1 Db6 12.Cf3 0–0–0 13.Ac4 h5 14.g3 Ae7 15.Ab3 Rb8 16.Thf1 Dc5 17.f5 Ca5 18.Ch4 Tdg8 19.Tf4 Ac8 20.De2 Cc6 21.Tdf1 Ce5 22.Td1 Cg4 23.Tf3 Ce5 24.Tff1 Cg4 25.Td3 Ad8 26.Cf3 Ce5 27.Tdd1 Cxf3 28.Dxf3 De5 29.Ce2 h4 30.Cf4 hxg3 31.hxg3 Th2 32.g4 Th4 33.Ch3 Db5 34.Tg1 Db6 35.a3 Ra8 36.Cf4 Te8 37.Ch5 Th2 38.Tgf1 Ae7 39.Dc3 Tg2 40.Cxf6 Td8 41.Df3 Th2 42.Ch5 Dc5 43.Cf4 Tdh8 44.Th1 Af6 45.Txh2 Txh2 46.Cd3 Dd4 47.g5 Axg5 48.Dg3 Th5 49.fxe6 fxe6 50.Dg4 Dh8 51.Axe6 Th4 52.Df5 Axe6 53.Dxe6 Df6 54.Dc8+ Ra7 55.Cb4 De7 56.Cd5 Dxe4 57.Cc3 De5 58.Dc7 Td4 59.Th1 Dc5 60.Dg7 Af4 61.Th7 Db6 62.De7 ½–½ 